# Преждевременное сокращение предсердий
Преждевременные сокращения предсердий (ПСП) — ранние дополнительные сокращения, которые возникают в предсердиях сердца, но не в синоатриальном узле. Они часто не вызывают никаких симптомов, но могут ощущаться как «пропущенный удар» в груди. Другие симптомы могут включать беспокойство или одышку. Состояние, как правило, не является серьёзным, хотя частые предсердные экстрасистолы являются фактором риска мерцательной аритмии и трепетания предсердий.
Часто причина неясна, хотя они могут возникнуть в результате ишемической болезни сердца, клапанного порока сердца и гипертрофической кардиомиопатии. Факторы риска включают прием бета-блокаторов или дигоксина, алкоголя и беременность. Диагноз обычно ставится на основании электрокардиограммы (ЭКГ), которая показывает ранний, но нормальный комплекс QRS. Пациентам с частыми ПСП рекомендуется провести УЗИ сердца.
В большинстве случаев не требуется никакого лечения, кроме успокоения и избегания провоцирующих факторов. Тем, кого беспокоят симптомы, можно назначать бета-блокаторы. Иногда может быть проведена катетерная абляция. ПСП распространены во всех возрастных группах.